# Flickr
Flickr為一家提供圖片分享的網路相簿，是社交网络的最佳利用例子之一，成立于加拿大温哥华，总部位于美国旧金山。其特點為私人圖片授權與標籤分類，也可作为网络图片的存放空间，讓使用者能作為小型部落格。
Flickr无需注册账号即可访问该网站的照片，但在该网站上传内容则必须事先注册一个账号，该网站还允许用户创建包含用户上传照片的个人资料页面，允许添加其他用户作为联系人，不同使用者可互相交流和建立社群。
最初受专业摄影师、图形设计师以及博主的欢迎，将其用作图像存储库。2007年，根据Alexa的排名，是互联网上第19位最受欢迎的网站。然而从那时起，相对于具有照片共享功能的社交媒体平台（例如Instagram）以及云端文件存储服务（例如Dropbox），其受欢迎程度有所下降。直至2021年，的Alexa排名大幅下降，但仍跻身全球最受欢迎的500家网站之列。

## 簡史
是由公司所開發設計，這家公司於2002年在加拿大温哥华設立。公司於2004年2月正式發表網站。這項服務所使用的工具最早是為了公司的大型線上遊戲「（永不結束的遊戲）」而研發。被認為具有較高的可行性，因此計畫最後被擱置。
早期的形態是一個具有即時交換照片功能的多人聊天室，可供分享照片，當時名為「FlickrLive」；接連的研發工作都集中在使用者的上傳和歸檔功能，而聊天室則漸漸被忽略了。最後Flickr的末端系統終於脫離了的程式庫。
2005年3月，雅虎公司收購了公司和Flickr。从6月28日开始，所有資料都從原本位於加拿大的伺服器遷入美國，使得所有資料都受到美國聯邦法的管轄。
2006年5月16日。進行了網站設計與結構的檢修，並將服務從Beta（第二測試階段）升級至「Gamma」階段。
2007年6月13日，Flickr正式推出繁體中文界面，也成为雅虎香港其中一个中文服务。
2013年5月21日，Flickr推出全新介面，並將上傳容量升級至1TB（1024GB）。
2017年6月13日，威訊（Verizon）完成併購雅虎的手續，Flickr隨之併入威訊旗下子公司Oath（后更名威讯媒体）。
2018年4月20日，專業圖庫服務商SmugMug从威讯媒体手中收購了Flickr，收购价格未披露。而不同意移轉圖片檔案至SmugMug的使用者，则有权在次月底刪除Flickr帳號內容。
2018年11月，Flickr做出自SmugMug收購後首次重大變革，從2019年1月起Flickr將終止免費用戶的1TB容量，改為免費1,000張影片或照片；在聲明中提到，在2019年1月8日後，如果免費版用戶的照片還是超過1,000張，用戶將無法繼續上傳新照片；而在2月5日後照片會被自動刪除到剩1,000張，系統會從最舊的照片開始刪。不過，在Flickr平臺上所有使用創用CC授權的作品，即使超過免費帳戶容量的限制，也不會被刪除。
2022年3月，Flickr於官方部落格發文提及：他們在2018年改變免費帳號的限制後，實際上并沒有因为超出存储限制而删除任何一張免費帳號的相片。不过，Flickr也宣布将会实施一项政策，限制普通用户向高级用户分享受限内容，并将免费用户的非公开照片限制为50张，超出这些限制的照片将面临被删除的风险。

## 特色

### 账号
提供“免费版”和“付费版”两种类型的账号。免费版账号仅限存储1,000张照片，超过限制的账号将无法再将新照片上传到。付费版账号具有无限存储容量、高级统计、无广告浏览以及与其他合作伙伴的促销优惠。
用户注册账号后，通常情况下无法更换账号所绑定的电子邮箱。除非用户无法通过该邮箱登录账号，则需要先验证账号的所有权，才能向网站方提交请求，以进行邮箱更换的操作。

### 管理方式
用户上传到的照片会进入其连续的“照片流”，这是账号的基础。所有照片流都可以显示为对齐视图、幻灯片放映、详细视图或带日期标记的存档。单击照片流图像可在交互式“照片页面”中将其打开，旁边还有数据、评论和用于在外部站点上嵌入图像的工具。
也能让用户将照片组织成“相册”，或是將有相同標題開頭的照片結成群組。然而，照片集比傳統的資料夾分類模式更有彈性，因為一張照片可被歸類到多個相册中，或是僅分至一個相册中，或是完全不屬於任何相册（這個概念以谷歌的Gmail服務中的「標籤」（labels）功能更為人熟悉）。
集合了藉由使用者間的關係彼此相互連接的數位影像，影像可依其內容彼此產生關聯。用户可以用标题和说明文来描述他们上传的照片，也可以由上传者或其他用户添加照片的“标签”（其中照片的标题为255个字符上限，说明文为21,845个字符上限，标签为75个关键词上限）。如此一來搜尋者可很快的找到想要的相片，例如指定拍攝地點或照片的主題，而創作者也能很快了解相同標籤下有哪些由其他人所分享的照片，也會挑選出最受歡迎的標籤名單，縮短搜尋相片的時間。是第一個使用標籤雲的網站，被普遍認為是有效使用分众分类法的典範。

#### Organizr
是一個在中用以管理照片的網路應用程式。這個程式能讓使用者修改標籤、相片描述、以及製作照片集，並且使用了AJAX技術讓這個程式在外觀、感受、和快捷的功能都與一般的照片管理程式幾乎無異。因此讓大量照片的管理變得更為簡單。

### 公開分享
使用者除了可透過标签分享照片，也提供連絡人機制，使用者可看到對方最新的照片，以及快速瀏覽該連絡人的公開相片。使用者也可透過將私人照片加入其他公開群组，供群組內的會員瀏覽，有些群组更提倡會員互相交流。另外也會參考瀏覽數、被加入最愛次數，選出當日風格照片於站內刊登。
提供照片存储服务，用户可以将照片设置为公开、私人或朋友等可见范围，来确定谁可以查看该照片。使用者也可設立私人群组，透過群组設定瀏覽權限的方式，只讓自己挑選的成員看到照片。

### NIPSA機制
NIPSA（Not In Public Site Areas）為篩選使用者是否擁有分享私人相片能力的機制。由於的主旨是建立數位相片分享社群，因此若某帳號之下儲存了過量的非照片圖像、螢幕截圖、網路抓圖、名人肖像、擁有版權的相片或藝術作品，管理員便會將該使用者做上NIPSA的標記。一旦被標上NIPSA，無論該帳號是否有付費，其圖片均不會顯示顯示於公開區域中，僅能讓供使用者自己觀看。
被標記為NIPSA的帳號若要除名，必須自行整理有問題的圖片，並向提出重新審查。

### 内容审核和过滤
2007年3月，添加了新的内容过滤控件，让成员默认指定他们通常上传的照片类型、以及单独指定特定图像的信息。单个照片被分配到三个类别之一：“安全”、“中等”和“限制”，用户在搜索照片时可以指定相同的条件。对搜索系统做出了一些限制，未登录账号的用户将始终开启安全搜索，该搜索会忽略被认为具有潜在攻击性的图像，而用户则必须登录账号才能关闭安全搜索。该系统实现了通用照片和成人内容的分离，通用照片搜索通常不会产生色情结果，成人内容的可见性仅限于选择查看该内容的用户和专门的群组。
使用此过滤系统来改变特定国家及地区对“不安全”内容的访问级别。2007年6月12日，随着网站本地化语言版本的推出，实施了用户端评级系统，以过滤掉可能有争议的照片。同时，在中国大陆、香港、新加坡、韩国和德国的用户被禁止查看等级评定为“中等”或“限制”的照片。许多用户抗议新的限制，声称和雅虎进行了不必要的审查。

### 著作權
在內，相片上傳者可選擇使用是否開放創作共用授權，讓公開的照片可以被合理使用，使用者也能自行設定該照片的著作權授權細節，同時也提供使用者搜尋其他能被合理使用的照片。

#### 公眾相簿計畫
公眾相簿計畫（英語：The Commons），最初是Flickr與美國國會圖書館合作的一個項目。該計畫於旨在「分享全球公開相片資料庫中隱藏的寶藏」。
自該計畫於2008年1月16日正式宣布起，迄今（2014年）為止，已有數十個文化機構加入。
公眾相簿計畫成員採取的使用指南，是「無已知版權限制」（No known copyright restrictions），
屬於「使用上法律風險極低」的條款。計畫成員主張，其作品符合以下之一原因釋出：
1. 由於版權已過期，因此已屬於公共領域；
2. 版權由於其他原因流入公共領域，例如無法遵循所需的正式手續或條件；
3. 機構擁有版權，但不想對其進行控制；或者
4. 某些機構擁有足夠的合法權利，可以授權他人不受限制地使用作品。

所以，對於釋出作品的版權，該計畫的說明為：「很難根據版權法對相片進行分析，這不僅是由於世界各地的法律在保護範圍與期限方面各有不同，還由於相片本身通常缺少來源附註、時間及其他識別資訊。由於圖書館、博物館和其他文化機構經常依照其非營利目的對相片進行收集、保管、存檔與研究，因此他們具有豐富的相片處理經驗。但是，根據版權法，許多情況下文化機構無法成為版權持有者。因此，文化機構既無法授予他人使用相片的權限，也不能提供相片已流入公共領域的擔保。」，亦即，如果任何人要使用來自公眾相簿計畫的相片，必須先自行分析適用的法律。

## 維基共享資源
在維基共享資源，已有超過七十四萬張來自此計畫的作品。

## 軟體架構
的開發者卡爾·韓德森（Cal Henderson），在2005年溫哥華PHP協會的 簡報 上，公開了大部分所使用的背後技術。這個平台是由以下技術組成：
- PHP - 用於核心程式邏輯
- Smarty模組引擎
- PEAR - 用於XML和電子郵件
- Perl - 控制（Controlling）
- MySQL 4.0
- Java - 用於節點服務
- Apache Web Server 2
- Adobe Flash

### 跨平台互動
使用了PHP（以.gne為副檔名）、MySQL作為服務核心，配合使用者端AJAX技術，達到傳統線上相簿所沒有的高互動性，使用者可透過一般作業系統和支援JavaScript的網頁瀏覽器，在線上即時操作。
官方對外提供了 API，供外界程式設計師能夠自行開發、延伸的外部功能，讓中的內容跨越網站、軟體之間的代溝。如 fd's Flickr Toys（页面存档备份，存于） 內的線上工具，均是搭配 API所開發的程式，其他軟體如網頁瀏覽器Flock，也使用了 API實現管理、瀏覽相片的功能。

## 防火长城屏蔽时期
自2007年6月起，Flickr在中国大陆遭遇间歇性屏蔽。
2007年6月7日正午12時30分（UTC+8），中国大陆开始大范围出现打开Flickr后却无法看到任何图片的情况，随后Flickr工作人员进行了技术测试，指出问题并非出在Flickr技术端而是防火长城的屏蔽。据称图片无法显示的原因是由於防火长城過濾了Flickr图片服务器的域名farm1.static.flickr.com和farm2.static.flickr.com。而中国政府自始至终没有解释封禁原因，有网民猜测是《成都晚报》六四广告事件和厦门PX游行事件所致。
从2007年6月初至2008年7月底，Flickr在中国大陆基本上可以连接，但用户需要安装Firefox浏览器附加组件Access Flickr，才能确保可以加载所有图片。
2008年6月9日，中国驻华盛顿大使馆发言人指“Flickr被封可能是因为中国官方为了保护儿童免受淫秽图片侵害”。
2008年7月31日，因北京奥运会的舉行，Flickr在中国大陆被解除屏蔽，所有图片恢复正常显示。
2009年6月2日下午，Flickr再遭屏蔽，与此同时被屏蔽的还有Twitter。据报道，此次网络屏蔽估计与两天后的六四事件20周年有关，此次屏蔽在几天后被解除。
2009年7月3日，Flickr第三次被屏蔽，本次是图片服务器域名farm4.static.flickr.com。
2009年8月6日，《中国国防报》发表文章指出Twitter、Facebook、Flickr和YouTube可以被“西方敌对势力”用作宣传与颠覆工具，并称“要加快提高网络隔绝、屏蔽、锁定和反击网上攻击的能力”。
2010年1月至2012年初，中国联通（原网通）和中国移动线路屏蔽四部服务器的图片： farm*.static.flickr.com（*为3、5、6、7），其他ISP正常。
2012年，Flickr技术变更，服务器域名由farm*.static.flickr.com改为farm*.staticflickr.com，所有中國ISP重新可正常访问主页，但其他子页面非加密浏览时仍会被屏蔽。
2014年7月，Flickr被完全屏蔽，域名受到污染，没有给出任何原因。

## 外部連結
- Flickr網站 （页面存档备份，存于）
- Flickr部落格 （页面存档备份，存于）